# Huta Chodecka
Huta Chodecka – wieś w Polsce położona w województwie kujawsko-pomorskim, w powiecie włocławskim, w gminie Chodecz.
| SIMC    | Nazwa                 | Rodzaj    |
| ------- | --------------------- | --------- |
| 0860748 | Niesiołów-Towarzystwo | część wsi |
| 0860754 | Podgórze-Zameczek     | kolonia   |

W latach 1975–1998 miejscowość administracyjnie należała do województwa włocławskiego. Według Narodowego Spisu Powszechnego (III 2011 r.) liczyła 105 mieszkańców. Jest siedemnastą co do wielkości miejscowością gminy Chodecz.